# 基督君王主教座堂 (帕內韋日斯)

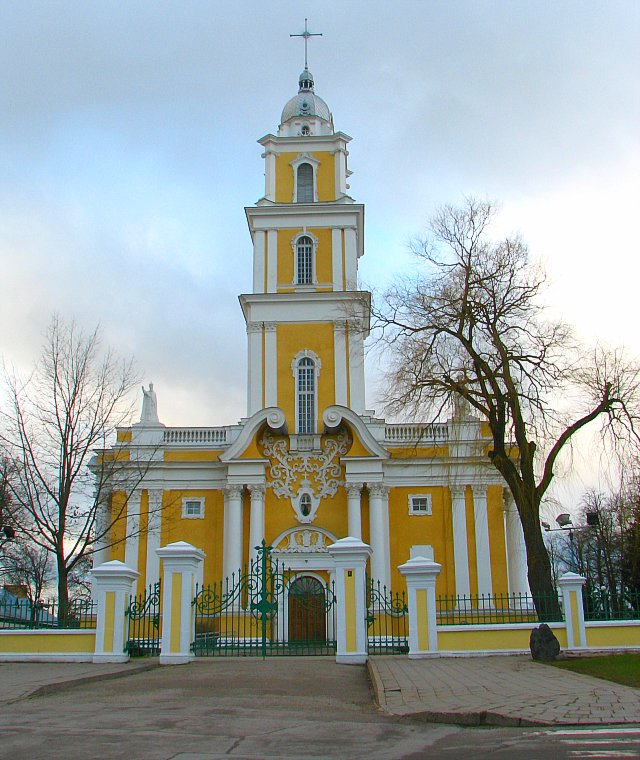
基督君王主教座堂

基督君王主教座堂是立陶宛城市帕內韋日斯的一座羅馬天主教的主教座堂，也是天主教帕涅韋日斯教區的主教座堂。這座教堂外觀是新古典主義風格。教堂在1904年獲得建築許可，但因日俄戰爭而延遲修建。現在的教堂竣工於1930年。